# Трояново (Кировоградская область)
Трояново (укр. Троянове) — село в Новомиргородской городской общине Новоукраинского района Кировоградской области Украины.
До 2020 года входило в Новомиргородский район
Население по переписи 2001 года составляло 134 человека. Почтовый индекс — 26009. Телефонный код — 5256. Код КОАТУУ — 3523886803.